# Miroslav Topić
Miroslav Topić, serb. Мирослав Топич (ur. 1937, zm. 2012) – profesor Uniwersytetu w Belgradzie, slawista, folklorysta, komparatysta literatur słowiańskich, znawca literatury polskiej, tłumacz poezji polskiej i rosyjskiej.

## Życiorys
Ukończył studia slawistyczne na Uniwersytecie w Belgradzie. W 1962 rozpoczął pracę na Wydziale Filologicznym. W latach 1984–2003 wykładał literaturę polską na Uniwersytecie w Belgradzie. Był drugim, po profesorze Đorđe Živanoviciu, dyrektorem Katedry Polonistyki. Pełnił tę funkcję do emerytury w 2003. Prowadził wykłady na temat genologii historycznej literatury polskiej oraz literatury polskiej okresu romantyzmu. We współpracy z Petarem Bunjakiem opublikował kilka prac naukowych dotyczących folkloru i przekładu serbskich pieśni narodowych na język polski. Do jego głównych zainteresowań badawczych należała wersologia porównawcza.

## Wybrane publikacje
- Miroslav Topić, Petar Bunjak: Ukrštana i paralele: o polskim prevodima srpske narodne poezije. Belgrad: EAT - Eco Art & Theory, 2015. ISBN 978-86-919251-1-6.

- Miroslav Topić, Petar Bunjak: Od ritma ka smislu: metrički problemi prevođena srpskih narodnih pesama kosovskog ciklusa na polski jezik. Belgrad: Slavističko društvo Srbje, 2013. ISBN 978-86-7391-030-7.

- Miroslav Topić, Petar Bunjak: Folklor i prevod: ogledi o recepciji srpskog narodnog pesništva u polskoj kńiževnosti. Belgrad: Universitet u Beogradu, Filosofski fakultet, 2007. ISBN 978-86-86419-37-8.

- Miroslav Topić, Petar Bunjak: Poljski motivi i ritmovi u transkripciji Desanke Maksimović. Belgrad: Narodna biblioteka Srbije, 2001. OCLC: 831019916.